# Doussard
Doussard és un municipi francès situat al departament de l'Alta Savoia i a la regió d'Alvèrnia-Roine-Alps. L'any 2007 tenia 3.347 habitants.

## Demografia

### Població
El 2007 la població de fet de Doussard era de 3.347 persones. Hi havia 1.384 famílies de les quals 408 eren unipersonals (247 homes vivint sols i 161 dones vivint soles), 376 parelles sense fills, 482 parelles amb fills i 118 famílies monoparentals amb fills.
La població ha evolucionat segons el següent gràfic:
Habitants censats

### Habitatges
El 2007 hi havia 1.828 habitatges, 1.418 eren l'habitatge principal de la família, 283 eren segones residències i 127 estaven desocupats. 1.071 eren cases i 740 eren apartaments. Dels 1.418 habitatges principals, 923 estaven ocupats pels seus propietaris, 457 estaven llogats i ocupats pels llogaters i 38 estaven cedits a títol gratuït; 69 tenien una cambra, 152 en tenien dues, 263 en tenien tres, 356 en tenien quatre i 578 en tenien cinc o més. 1.161 habitatges disposaven pel capbaix d'una plaça de pàrquing. A 648 habitatges hi havia un automòbil i a 667 n'hi havia dos o més.

### Piràmide de població
La piràmide de població per edats i sexe el 2009 era:
| Homes | Edats   | Dones |
| ----- | ------- | ----- |
| 0     | 95 o +  | 4     |
| 0     | 90 a 94 | 8     |
| 24    | 85 a 89 | 12    |
| 4     | 80 a 84 | 16    |
| 40    | 75 a 79 | 32    |
| 36    | 70 a 74 | 64    |
| 52    | 65 a 69 | 52    |
| 48    | 60 a 64 | 44    |
| 84    | 55 a 59 | 64    |
| 112   | 50 a 54 | 96    |
| 112   | 45 a 49 | 96    |
| 96    | 40 a 44 | 140   |
| 140   | 35 a 39 | 128   |
| 124   | 30 a 34 | 136   |
| 96    | 25 a 29 | 80    |
| 56    | 20 a 24 | 56    |
| 84    | 15 a 19 | 72    |
| 92    | 10 a 14 | 128   |
| 120   | 5 a 9   | 100   |
| 56    | 0 a 4   | 56    |

## Economia
El 2007 la població en edat de treballar era de 2.201 persones, 1.687 eren actives i 514 eren inactives. De les 1.687 persones actives 1.599 estaven ocupades (868 homes i 731 dones) i 89 estaven aturades (31 homes i 58 dones). De les 514 persones inactives 208 estaven jubilades, 158 estaven estudiant i 148 estaven classificades com a «altres inactius».

### Ingressos
El 2009 a Doussard hi havia 1.436 unitats fiscals que integraven 3.459 persones, la mediana anual d'ingressos fiscals per persona era de 20.803 €.

### Activitats econòmiques
Dels 244 establiments que hi havia el 2007, 6 eren d'empreses alimentàries, 4 d'empreses de fabricació de material elèctric, 13 d'empreses de fabricació d'altres productes industrials, 46 d'empreses de construcció, 45 d'empreses de comerç i reparació d'automòbils, 3 d'empreses de transport, 27 d'empreses d'hostatgeria i restauració, 5 d'empreses d'informació i comunicació, 4 d'empreses financeres, 10 d'empreses immobiliàries, 47 d'empreses de serveis, 22 d'entitats de l'administració pública i 12 d'empreses classificades com a «altres activitats de serveis».
Dels 67 establiments de servei als particulars que hi havia el 2009, 1 era una oficina de correu, 1 una oficina bancària, 8 tallers de reparació d'automòbils i de material agrícola, 1 taller d'inspecció tècnica de vehicles, 3 paletes, 8 guixaires pintors, 12 fusteries, 9 lampisteries, 6 electricistes, 4 perruqueries, 1 veterinari, 10 restaurants, 2 agències immobiliàries i 1 tintoreria.
Dels 17 establiments comercials que hi havia el 2009, 1 era un hipermercat, 1 una botiga de més de 120 m², 3 fleques, 1 una fleca, 1 una botiga de congelats, 1 una peixateria, 1 una llibreria, 5 botigues de material esportiu, 1 una botiga de material de revestiment de parets i terra, 1 un drogueria i 1 una joieria.
L'any 2000 a Doussard hi havia 16 explotacions agrícoles que ocupaven un total de 250 hectàrees.

## Equipaments sanitaris i escolars
L'únic equipament sanitari que hi havia el 2009 era una farmàcia.
El 2009 hi havia una escola elemental.

## Poblacions més properes
El següent diagrama mostra les poblacions més properes.